# ミシシッピ (BB-23)
| USS Mississippi BB-23 | |
| 艦歴                  | |
| 発注:                 | 1903年3月3日 |
| 起工:                 | 1904年5月12日 |
| 進水:                 | 1905年9月30日 |
| 就役:                 | 1908年2月1日 |
| 退役:                 | 1914年7月21日 |
| その後:               | ギリシャに売却 |
| 性能諸元              | |
| 排水量:               | 13,000トン |
| 全長:                 | 382 ft |
| 全幅:                 | 77 ft |
| 吃水:                 | 24.7 ft |
| 機関:                 | |
| 最大速:               | 17ノット |
| 航続距離:             | |
| 兵員:                 | 士官34名、兵員710名 |
| 兵装:                 | 12インチ砲4門、8インチ砲8門 7インチ砲8門、3インチ砲12門 3ポンド砲6門、1ポンド砲2門 30口径機銃6基、21インチ魚雷発射管2門 |
| 航空機:               | |
| モットー:             | |

ミシシッピ（USS Mississippi、BB-23）は、アメリカ海軍の戦艦。ミシシッピ級戦艦のネームシップである。艦名はミシシッピ州にちなみ、その名を持つ艦としては2隻目。

## 艦歴
ミシシッピは1904年5月12日にペンシルベニア州フィラデルフィアのウィリアム・クランプ・アンド・サンズ社で起工された。1905年9月30日にミシシッピ州上院議員ヘルナンド・D・マネーの娘M・C・マネーによって進水し、1908年2月1日にフィラデルフィア海軍工廠で初代艦長J・C・フリーモント大佐の指揮下就役した。
ミシシッピ級は安価な「二線級」戦艦として設計され、その役割は制海において補助的なものとして構想されていた。
1908年2月15日から3月15日にまでキューバ沖合で整調を行った後、ミシシッピは最終艤装のためフィラデルフィアに戻った。7月1日に出航し、ニューイングランド水域で活動を行った後9月10日フィラデルフィアに帰還した。1909年1月16日、ハバナで行われたキューバ大統領就任式に出席するアメリカ代表を送り届けるため出航し、1月25日から28日まで同地に停泊した。ミシシッピは2月10日までカリブ海に留まり、その後「グレート・ホワイト・フリート」の世界巡航に加わるためカリブ海を離れた。ジョージ・ワシントンの誕生日に艦隊はルーズベルト大統領による観閲を受け、ミシシッピは3月1日に再びカリブ海に赴いた。
キューバ水域を5月1日に出航したミシシッピは、ミシシッピ川を遡上し、内陸部の有名港を訪れた。5月20日にはナチェスに到着する。その5日後ホーン・アイランドでミシシッピは州政府から銀製食器一式を贈呈された。6月7日にフィラデルフィアに戻り、その後1910年1月6日までニューイングランド水域からグアンタナモ湾での冬季演習を行った。3月24日にバージニア州ノーフォークへ向けて出発し、その後は秋まで東海岸での作戦活動、大きな港の訪問、海軍民兵の練習艦、乗組員が最良の戦闘態勢を維持できるようにための訓練を行った。
ミシシッピは11月1日に艦隊と共にイギリスのグレーヴズエンド湾に向けて出航し11月16日に到着、続いて12月7日にフランスのブレストに向かい9日に到着した。11月30日にグアンタナモ湾に向けて出航し、1911年3月13日まで冬季演習を行った。
本国に帰還するとミシシッピはフィラデルフィアとノーフォークを交互に拠点として大西洋岸で2ヶ月間、訓練および作戦活動を行った。1912年5月26日、ニューヨーク州トンプキンズヴィルで第2海兵連隊の分隊を乗艦させキューバに向かう。部隊は6月19日にエル・クエロに上陸し、ミシシッピは7月5日までグアンタナモ湾に停泊した。
ニューイングランド沖での第4戦艦部隊との艦隊演習の後、フィラデルフィア海軍造船所に帰還したミシシッピは1912年8月1日に第1予備役艦隊入りした。
その後1913年12月30日に航空ステーション艦としての任務を与えられたミシシッピはフロリダ州ペンサコーラに向けて1914年1月6日に海軍飛行場建設用資材を積み込んで出航し、21日に到着した。ペンサコーラでミシシッピの乗組員達は海軍の飛行士達と共に古い海軍基地を改装し、アメリカ海軍でもっとも有名で最大な航空基地の基礎を築き上げた。
メキシコで紛争が発生し、ミシシッピは4月21日にベラクルスへ向けて最初の海軍飛行部隊を乗せて出航、24日に到着した。ベラクルスでは水上機およびそのパイロットの基地として、ミシシッピは18日間で9回の偵察飛行任務を行い、同任務は5月12日に終了した。一ヶ月後にベラクルスを離れペンサコーラに向かう。その後6月15日から28日までステーション艦としての任務に従事し、続いてハンプトン・ローズに向かいそこで航空基地としての機材をノースカロライナ(USS North Carolina, ACR-12)に積み替えた。
7月10日、ミシシッピはギリシャ移管の準備のためにバージニア州ニューポート・ニューズへ向かった。1914年7月21日に退役し同日ギリシャ海軍へ移管、艦名はキルキスと改められた。キルキスは沿岸防御用の戦艦として17年間就役した。1941年4月、エーゲ海のサラミス島のギリシャ海軍基地に停泊中していた際にドイツ軍機の爆撃で損傷し、港湾内でそのまま着底し沈没した。第二次世界大戦後に船体は引き上げられスクラップにされた。船首部分の装飾とベルが、名前の由来であるミシシッピー州に保管されている。